# Scutia myrtina
Scutia myrtina är en brakvedsväxtart som först beskrevs av Nicolaas Laurens Nicolaus Laurent Burman, och fick sitt nu gällande namn av Wilhelm Sulpiz Kurz. Scutia myrtina ingår i släktet Scutia och familjen brakvedsväxter. Inga underarter finns listade i Catalogue of Life.